# Чёша
Чёша (Падра; в старом написании — Чэша, Чоша) — река в Ненецком автономном округе Архангельской области. Протекает на юге полуострова Канин, по территории Заполярного района.
Длина реки — 61 км, площадь бассейна — ок. 100 км². Протекает с запада на восток в извилистом русле по болотистой тундре. Впадает в Чёшскую губу Баренцева моря.
Питание снеговое и дождевое. Замерзает в ноябре, вскрывается в середине мая.

## Притоки
- Проходница — справа;
- Щучья Виска (Снатрейтозе, Сиатрейтозе) — слева;
- Средняя Вадега — слева;
- Короткая Вадега (Хейвидъюнко, Короткая Юнко) — слева;
- Ясейюк — справа;
- Чёрная Вадега — слева;
- Фёдорова Виска — справа.

Река протекает в верховьях через одноимённое озеро Чёша (Падра).

## Чёшский волок
В XVI—XVIII веках поморы  при плавании на кочах из Белого моря к Печоре, Новой Земле, Оби и другим пунктам к востоку от Канина использовали так называемый Чёшский волок через речную и озёрную систему Канинского перешейка, позволявший избежать обхода полуострова Канин. Река Чижа, впадающая в Мезенский залив Белого моря, вытекает из озера Парусное (или Большое Парусное) на водоразделе полуострова Канин. Из этого же озера вытекает текущая на северо-восток река Проходница, правый приток Чёши, впадающая в неё в нескольких километрах от устья последней. Проход через реки Чижа и Чёша был исследован в 1902 году экспедицией Русского географического общества под руководством биогеографа Б. М. Житкова. Ещё одна экспедиция РГО обошла в 2022 году полуостров Канин по воде замкнутым маршрутом (включая речной и озёрный участок Чижа — оз. Парусное — Проходница — Чёша) на поморском карбасе, показав, что Канин можно формально считать островом. Чёшский волок носит такое название, несмотря на то, что сухопутные участки на нём отсутствуют; он используется местным населением и в настоящее время.